# Кервин, Андреас
Андреас Кервин (швед. Andreas Cervin; 31 октября 1888, Окоме — 14 февраля 1972, Гётеборг) — шведский гимнаст, чемпион летних Олимпийских игр 1908.
На Играх 1908 в Лондоне Кервин участвовал только в командном первенстве, в котором его сборная заняла первое место.